# Agouticarpa grandistipula
Agouticarpa grandistipula är en måreväxtart som beskrevs av Claes Håkan Persson. Agouticarpa grandistipula ingår i släktet Agouticarpa och familjen måreväxter.
Artens utbredningsområde är Ecuador. Inga underarter finns listade i Catalogue of Life.